# Заслуженный энергетик Республики Марий Эл
Заслуженный энергетик Республики Марий Эл (луговомар. Марий Эл Республикын сулло энергетик) — государственная награда, почётное звание Республики Марий Эл.

## История
Учреждено Указом Президиума Верховного Совета Марийской АССР от 6 августа 1987 года.

## Основания награждения
Установлено для высокопрофессиональных специалистов предприятий, учреждений и организаций за заслуги в развитии энергетики, создании, проектировании и освоении новых типов энергетического оборудования и установок, во внедрении прогрессивных технологий строительства, монтажа и эксплуатации объектов энергетики, существенно улучшающих экологическую обстановку, за достижение в энергосбережении, организации производства, подготовке кадров и работающим в области энергетики 15 и более лет.
Присваивается Главой Республики Марий Эл (ранее Президиумом Верховного Совета Марийской АССР) с вручением удостоверения и нагрудного знака. На 1 июля 2008 года звания удостоены 48 человек.

## Список обладателей почётного звания
- Бондарчук Игорь Леонидович (2018)[2]
- Соловьев Илья Владимирович (2021)[2]
- Загайнов Сергей Иванович (2022)[2]